# Частни немски училища „Ерих Кестнер“
Частно немско училище „Ерих Кестнер“ добива официален статут със Заповед № РД 1446 от 09.05.1996 г., подписана от министър проф. Илчо Димитров и издаден лиценз от Министерство на образованието и науката. На 01.09.1996 година в класните стаи на новооткритото училище влизат 34 ученици от I до IV клас, обучавани от първия учителски състав на училището – Ваня Николаева, Ани Мицева, Неда Баръмова, Ани Христова, Ели Манова, Елвира Георгиева (Елфи), Спасинка Димитрова, Росица Вълчева, Павлин Кънев, Елица Митова и Пламена Златева. Индивидуалната работа с всяко дете се превръща в приоритет на учебно-възпитателния процес. Грижата за хармоничния емоционален свят на личността е поверена на училищния психолог г-жа Юлия Попова. Ръководните функции на училището поема г-н Прокоп Павлов.
Първата публична изява на възпитаниците на Частни немски училища „Ерих Кестнер“ е концертът на 22.02.1997 година в зала „Възраждане“.
През 1997 – 1998, когато външното оценяване на учениците все още не е наложено като практика, училище „Ерих Кестнер“ установява нивото на своите възпитаници със съдействието на РИО.
През 1998 година е изграден учебен сектор за деца от немскоезични страни и е поставено началото на образователния проект Begebnungsschule.
На 1 септември 2000 г. се открива Частна немска гимназия „Ерих Кестнер“, а от Септември 2002 година отваря врати Частна детска градина „Ерих Кестнер“, ръководени от г-н Прокоп Павлов. С годините броят на учениците се увеличава, което налага до есента на учебната 2004/2005 година ръководството на гимназията да бъде поето от г-жа Лидия Несторова, а от 2006/2007 година, управлението на Детската градина да бъде поверено на г-жа Биляна Милева. От учебната 2012/2013 година, директор на Немската езикова гимназия е г-жа Лидия Василева.
През месец май 2005 година завършва първият випуск на Гимназия „Ерих Кестнер“. Наред с дипломата за средно образование след успешно положени изпити, абитуриентите получават и немска езикова диплома, Deutsches Sprachdiplom II, улесняваща приема в престижни университети в Германия.
През 2006 година училището чества 10-годишен юбилей от създаването си. По този повод в БТА е дадена пресконференция за електронните и печатни медии. Празникът е отбелязан с тържествен концерт в залата на Сатиричния театър.
В Детската градина, Основното училище и езиковата гимназия повече от 300 деца се обучават от над 70 учители. Сред колегията има имена, утвърдени в образователната сфера като автори на учебници и помагала; методици, рецензенти, музиканти, художници и спортисти.
През годините ръководството на Управителния съвет на Немски училища „Ерих Кестнер“ развиват успешна социална политика. Хуманната атмосфера и свободата в творческите подходи на преподавателите са резултат от широко застъпени принципи на екипност, открит диалог и своевременно адекватно реагиране при всеки назрял проблем. Ръководството на „Ерих Кестнер“ и целият педагогически екип системно доказват своята обществена и гражданска ангажираност, като активно се включват във всяка инициатива за изграждане на едно по-здраво, по-образовано и по-отговорно подрастващо поколение.
Немски училища „Ерих Кестнер“ поддържат традиционно добри взаимоотношения с образователните и научните институции: Министерството на образованието, младежта и науката, Регионален инспекторат по образование, Българска асоциация на частните училища, Културен отдел към Немското посолство, Консултантски отдел по немски език от ФРГ, Гьоте-институт, Софийски университет, Нов български университет и множество други държавни, общински и частни учебни заведения.

## Обучение
В Немски училища „Ерих Кестнер“ се съчетават успешно задължителните програми на МОН с интензивното изучаване на немски език. Чуждоезиковото обучение в детската градина, предучилищен клас и началния етап 1 – 4 клас се осъществява по авторска програма. Методиката е изготвена съвместно с немски учители и е съобразена със съвременните тенденции на преподаване. За начинаещите училището предлага индивидуални форми на обучение по чужд език, с цел бързото и ефективно натрупване на необходимите знания и присъединяването на учениците към класовете. В края на всяка учебна година се провеждат традиционните изпити за оформяне на Begegnungsgruppen, чиято цел е още по-задълбоченото изучаване на немски език чрез въвеждане на специални предмети на немски като Medienkunde, Biologie, Physik, Chemie, Geografie, Musik.
Особено ползотворно и приятно е изнесеното сред природата обучение. Учениците заменят класните стаи с китни кътчета от родината ни. Зелените училища съчетават чист въздух, уроци, атракции според спецификата на местността. Игрите и заниманията в екип сплотяват децата и заздравяват взаимоотношенията в колектива.
Основното училище ежегодно предлага на малките си възпитаници летен образователен лагер, който успешно съчетава учебен процес и следобедна развлекателна програма.
Гимназия „Ерих Кестнер“ е партньор в инициативата PASCH, която обединява над 1000 немски училища в цял свят. Специализираното обучение по немски език, както и билингвалното изучаване на редица общообразователни предмети задълбочено подготвят учениците за придобиване на Sprachdiplom II.
През 2008 година е сключен договор за образователно сътрудничество с Нов български университет. Освен обмен на информация, квалификационни дейности и студентски стажове съгласно този договор наши абитуриенти се приемат директно в трети семестър на програма Германистика. DSD II дава максималния брой кредити по чужд език в НБУ, в Германския инженерен факултет на Техническия университет – София, се признава за успешно положен приемен изпит по немски език.
Неизменна част от живота на Немски училища „Ерих Кестнер“ са българските и немските празници.
На 11 ноември се чества Празника на фенерите (Laternenfest) и на св. Мартин – ден на помощта и любовта към ближния. В късния следобед деца и родители участват във фенерно шествие из града.
На 6 декември се отбелязава Деня на свети Никола (Nikolaustag) – закрилник на децата и моряците. Малките ученици предварително изработват червени ботушчета. Послушните от тях получават лакомства, а по-палавите – въгленчета. Четири седмици преди Коледа започва нетърпеливото отброяване на дните до дългоочаквания празник. Децата вият коледни венци, които украсяват с четири коледни свещи, пеят коледни песни и рецитират стихове. От няколко години насам училището организира и благотворителен коледен базар. Събраните средства се даряват на дете със здравословен проблем.
През студения февруари в училището кипи трескава подготовка за една пъстра веселба с маски и костюми, с музика и забавни игри. Карнавалът е любим празник на малки и големи, а тяхното добро настроение – заразително. В този ден училището е обитавано от принцове и принцеси, феи и вещици, пирати и каубои...
В Немски училища „Ерих Кестнер“ се провеждат 15 извънучилищни спортни и културни дейности. В традиция се превръщат съботно-неделните излети сред природата. Това е удобна форма за родители и ученици да опознаят красотите на България и да избягат от забързаното ежедневие на големия град.
Вече почти две десетилетия Немски училища „Ерих Кестнер“ продължават да пишат трудната, но славна история на частното образование в България.

## Структура
Немска детска градина „Ерих Кестнер“ с лиценз номер РД 14 – 227/25.10.2002 г.
Директор: Биляна Милева
Немско основно училище „Ерих Кестнер“ с лиценз номер РД 14 – 46/09.05.1996 г.
Директор: Прокоп Павлов
Немската Езикова Гимназия „Ерих Кестнер“ с лизенз номер РД 14 – 71/18.05.2000 г.
Директор: Лидия Василева

## Ръководен екип
Цялостната административно – управленска и финансова дейност на Частни немски училища „Ерих Кестнер“ се осъществява от:
Ира Анева (съуправител на „Зонтакс“ ООД – собственик на ЧНУ „Ерих Кестнер“)

д-р Мария Каназирска (съуправител на ЗОНТАКС ООД – собственик на ЧНУ „Ерих Кестнер“)

Наталия Дойчинова (съуправител на „Зонтакс“ ООД – собственик на ЧНУ „Ерих Кестнер“)